# Kamienica Pod Błękitnym Słońcem we Wrocławiu
Kamienica Pod Błękitnym Słońcem (niem.: Haus Zur Blauen Sonne) – średniowieczna kamienica na wrocławskim rynku. 

## Historia kamienicy i jej architektura
Pierwszy budynek murowany został wzniesiony na działce nr 7 w XIV wieku. Była to kamienica o głębokości jednego traktu (ok. 10,5 m). Pod koniec XV wieku budynek został pogłębiony o jeden trakt; w przyziemiu zachował się portal o dwuramiennym nadprożu z datą "1494"    
Około 1494 roku budynek został przebudowany. Powstała wówczas dwupiętrowa kamienica pokryta dwoma dachami o równoległych do fasady kalenicach.
W 1670 roku, za sprawą ówczesnego jej właściciela Georga Miltnera, została gruntownie zmodernizowana. W istotny sposób zmienił się wygląd fasady. Pojawiły się gzymsy oddzielające poszczególne kondygnacje oraz pilastry pomiędzy oknami. Na parterze wykonano boniowanie, nowy wystrój nadano rozmieszczonym na dwóch kondygnacjach w połaci dachu lukarnom. Ich autorem był prawdopodobnie mistrz kamieniarski David Roch Starszy oraz przebudowano część wnętrz kamienicy i wydzielono sień, którą udekorowano potem sztukaterią wzorowana na dziełach włoskich sztukatorów autorstwa Mathiasa Bienera. Ówczesna przebudowa domu należała do najwcześniejszych świeckich realizacji barokowych we Wrocławiu. 
Później właścicielem domu został Johann August von Riemer und Riemberg, następnie wdowa po nim - Maria Rosina, potem wójt i notariusz (otrzymał on tytuł szlachecki i stanowisko syndyka rady miejskiej) Johann Christoph Wolf. Od czasu kolejnej przebudowy w 1804 fasada kamienicy ma wystrój empirowy. Sztukateria (konserwowana w latach 90. XX wieku) widoczna w sieni, gabinecie oraz w przedpokoju. Dodatkowo dwie ostatnie izby ozdobione kaflami w typie fajansów z Delftu.

## Po 1945
Podczas odremontowania kamienicy zachowano wiele elementów gotyckich a w jej przyziemiu otworzono księgarnię. 20 czerwca 2010 miał miejsce pożar dachu kamienicy.